# ライル・アルゼイド
ライル・アルゼイド（Lyle Martin Alzado, 1949年4月3日 - 1992年5月14日）は、ニューヨーク市ブルックリン区出身のアメリカンフットボール選手。ポジションはディフェンシブエンド。ニックネームは、「レインボー」と「スリーマイル・ライル」。
NFLで15シーズンプレーし、ロサンゼルス・レイダースに在籍中、第18回スーパーボウルで優勝を味わった。
脳腫瘍により42歳で亡くなっている。

## 経歴

### プロ入りまで
ニューヨーク市ブルックリン区でイタリア系及びスペイン系の父親とユダヤ系の母親の間に生まれた。10歳のときに一家はロングアイランドのセダーハーストに移った。大学進学の際にどの大学からも奨学金を得ることができなかった彼はテキサス州のキルゴア・カレッジに進学した。2年後サウスダコタ州のヤンクトン・カレッジ（現在廃校になって跡地は刑務所になっている。）に転校した。モンタナ工科大学との試合で相手オフェンスを圧倒している彼をたまたまデンバー・ブロンコスのスカウトが見たのが縁で 彼は1971年のNFLドラフト4巡目でブロンコスに指名されて入団した。ブロンコスに入団した後、オフシーズンに彼は大学を卒業するのに不足した単位を取得し卒業した。

### デンバー・ブロンコス
1971年、ブロンコスの先発右ディフェンシブエンドが負傷すると彼はそのポジションを奪取した。彼は60タックル、8サックでオールルーキーチームに選ばれた。2年目の1972年は91タックル、10.5サック、1973年、チームは7勝5敗2分と創設以来初めて勝ち越しでシーズンを終えた。1974年、彼は13サック、80タックル（8ロスタックル）をあげてエルビン・ベゼア、ジャック・ヤングブラッド、L・C・グリーンウッド、クロード・ハンフリー、カール・エラーらと並びNFLトップクラスのディフェンシブエンドとして評価されるようになった。チームも7勝6敗1分と2年連続で勝ち越した。
1975年、彼はディフェンシブタックルにコンバートされた。この年彼は91タックル、7サックをあげたがチームは6勝8敗に終わった。1976年の開幕戦でひざを負傷しシーズンを棒に振った。チームは9勝5敗の成績をあげたがプレーオフを逃しジョン・ラルストンヘッドコーチではプレーオフ出場は果たせないと考えたチーム首脳陣は1977年からレッド・ミラーをヘッドコーチとして招いた。
オレンジクラッシュディフェンスと呼ばれた守備陣の活躍とミラーヘッドコーチの指示の下、無理なロングパスを投げるよりサックされても耐えることを学んだQBクレイグ・モートン（この年カムバック賞に選ばれた。）に率いられた。攻撃で12勝2敗の成績をあげたチームは1960年以来初めてプレーオフ出場を決めて、ピッツバーグ・スティーラーズ、オークランド・レイダースを破り第12回スーパーボウル出場を果たした。ニューオーリンズで行われたこのゲームで彼は1サックをあげたが10-27でダラス・カウボーイズに敗れた。この年彼は8サック、80タックルの成績をあげてUPI通信が選ぶAFC最優秀守備選手となった。
1978年もチームはプレーオフに進出したが1回戦でスティーラーズに敗れた。彼は77タックル、9サックの成績を残しNFL入り後初めてセイフティを記録した（彼はキャリア通算で3回セイフティを記録しておりこれはNFL歴代2位である。）。この年彼はNFL選手会の投票で、AFC最優秀守備選手に選ばれた.
1979年に契約でチームと揉めた彼はクリーブランド・ブラウンズにトレードされた。
ブロンコスでの8シーズンで64.5サックをあげた。

### クリーブランド・ブラウンズ
ブラウンズに加入した彼はディフェンシブエンドとして起用されて80タックル、7サックをあげた。1980年、チームはAFC中地区優勝を果たしたがプレーオフでレイダースに敗れた。彼はこの年チームトップの9サックをあげてオールプロにも選出された。1981年、負傷や私生活でのトラブルもあったがチームトップの8.5サックをあげたがチームは彼をロサンゼルス・レイダースにドラフト8巡指名権との引き換えでトレードした。

### ロサンゼルス・レイダース
解雇同然でブラウンズを追い出された彼は奮起し1982年にはカムバック賞を受賞した。ストライキでシーズンが9試合に短縮されたが7サック、30タックルの成績を残した。
1983年、彼は50タックル、7.5サックの成績をあげた。プレーオフのピッツバーグ・スティーラーズ戦では、左タックルのトーンチ・イルキンを圧倒し、2.5サックをあげて勝利に貢献、第18回スーパーボウルでは、前半終了間際、スクリーンパスを受けようとするジョー・ワシントンを妨害し、ジャック・スクワレックのインターセプトリターンTDを助けた。このプレイについてワシントンはホールディングの反則を受けたと主張している。チームは38-9で勝利し、サイドライン上で彼は涙を流して喜んだ。
1984年にも63タックル、6サックをあげて、NFLマン・オブ・ザ・イヤー候補5人の1人に選ばれた。
1985年、9月29日のニューイングランド・ペイトリオッツ戦でファンブルリカバーTDをあげた。この年、31タックル、3サックをあげたシーズン半ばにシーズン絶望となる怪我を負い、シーズン終了後に現役を引退した。
1990年に現役復帰を目指した。しかしトレーニングキャンプに参加中ひざを負傷してチームからカットされた。196試合に出場し112.5サック、24ファンブルフォース、約1000タックルの成績を残しプロボウルには1977年、1978年の2度選出された。現役引退後、1988年から1989年までNFL on NBCの解説者を務めた。

## 人物
40ヤードダッシュで4.75秒のスピード、アマチュアボクサーを破るほどのパワーを武器にパスラッシュで活躍した。
荒々しいプレースタイルで知られたがチームメートだったグレッグ・タウンゼントによるとフィールド外では紳士的な人物であったという。マーカス・アレンによれば第18回スーパーボウルの終盤、優勝がほぼ確定した瞬間、荒っぽいファイトで知られた彼の目には涙が浮かんでいたという。
「フットボールを楽しいと言う奴はうそつきだ。フィールドは戦場なんだ。戦場に向かうのが楽しいと言う奴はうそつきだ。」という言葉を残している。

## フットボール外
- 映画やテレビで俳優として悪役を演じるなど活躍した[16]。
- アマチュアボクサーだった彼は1979年にモハメド・アリとエキシビションマッチをマイル・ハイ・スタジアムで行った[17]。

## ステロイドの使用と死
彼はアメリカ合衆国のスポーツ選手の中でアナボリックステロイドを使用していたことが最も知られている1人である。少なくとも75%の選手がステロイドを使用していたのではないかと発言したこともある。
晩年彼は脳腫瘍と戦い、1992年に43歳で亡くなった。彼の死因にはステロイドの乱用が大きな影響があったと言われている。死の直前に彼はスポーツ・イラストレイテッドに1969年からステロイドの使用を始め中毒症状になりやめることができなくなったこと、優れたプレー、荒々しいプレーをするために効果があったこと、現在では髪の毛が抜け落ち自分のような死を他の誰も迎えないことを望むと語った。彼の遺体はオレゴン州ポートランドの墓地に埋葬された。